# Jae'Sean Tate
Jae'Sean Tate (Toledo, 28 ottobre 1995) è un cestista statunitense.

## Statistiche

### NCAA
| Anno      | Squadra             | PG  | PT  | MP   | TC%  | 3P%  | TL%  | RP  | AP  | PRP | SP  | PP   |
| --------- | ------------------- | --- | --- | ---- | ---- | ---- | ---- | --- | --- | --- | --- | ---- |
| 2014-2015 | Ohio State Buckeyes | 35  | 16  | 22,0 | 58,9 | 15,8 | 52,0 | 5,0 | 0,3 | 0,9 | 0,6 | 8,8  |
| 2015-2016 | Ohio State Buckeyes | 28  | 28  | 29,0 | 52,1 | 35,0 | 51,8 | 6,4 | 1,5 | 1,3 | 0,3 | 11,7 |
| 2016-2017 | Ohio State Buckeyes | 32  | 32  | 31,9 | 54,7 | 22,2 | 57,3 | 6,4 | 2,0 | 1,1 | 0,5 | 14,3 |
| 2017-2018 | Ohio State Buckeyes | 34  | 34  | 29,6 | 55,7 | 31,4 | 59,1 | 6,2 | 2,9 | 1,1 | 0,6 | 12,3 |
| Carriera  | Carriera            | 129 | 110 | 28,0 | 55,2 | 27,7 | 55,5 | 6,0 | 1,7 | 1,1 | 0,5 | 11,7 |

#### Massimi in carriera
- Massimo di punti: 24 vs Northeastern (19 novembre 2017)[1]
- Massimo di rimbalzi: 15 vs Michigan (18 febbraio 2018)
- o di assist: 6 (5 volte)
- Massimo di palle rubate: 7 vs Mercer (22 dicembre 2015)
- Massimo di stoppate: 4 vs Maryland-College Park (11 gennaio 2018)
- Massimo di minuti giocati: 40 (2 volte)

### NBA

#### Regular Season
| Anno      | Squadra         | PG  | PT  | MP   | TC%  | 3P%  | TL%  | RP  | AP  | PRP | SP  | PP   |
| --------- | --------------- | --- | --- | ---- | ---- | ---- | ---- | --- | --- | --- | --- | ---- |
| 2020-2021 | Houston Rockets | 70  | 58  | 29,2 | 50,6 | 30,8 | 69,4 | 5,3 | 2,5 | 1,2 | 0,5 | 11,3 |
| 2021-2022 | Houston Rockets | 78  | 77  | 26,4 | 49,8 | 31,2 | 70,7 | 5,4 | 2,8 | 0,9 | 0,5 | 11,8 |
| 2022-2023 | Houston Rockets | 31  | 7   | 21,8 | 48,0 | 28,3 | 72,5 | 3,8 | 2,7 | 0,7 | 0,2 | 9,1  |
| 2023-2024 | Houston Rockets | 65  | 9   | 15,9 | 47,2 | 29,9 | 66,7 | 3,0 | 1,0 | 0,6 | 0,2 | 4,1  |
| 2024-2025 | Houston Rockets | 52  | 2   | 11,3 | 47,3 | 34,8 | 68,1 | 2,3 | 0,9 | 0,5 | 0,1 | 3,6  |
| Carriera  | Carriera        | 296 | 153 | 21,6 | 49,3 | 30,9 | 70,0 | 4,1 | 2,0 | 0,8 | 0,4 | 8,3  |

#### Massimi in carriera
- Massimo di punti: 32 vs Oklahoma City Thunder (1º dicembre 2021)[2]
- Massimo di rimbalzi: 14 vs Oklahoma City Thunder (22 ottobre 2021)
- Massimo di 2 volte)
- Massimo di palle rubate: 4 (7 volte)
- Massimo di stoppate: 5 vs Oklahoma City Thunder (1º dicembre 2021)
- Massimo di minuti giocati: 40 vs Toronto Raptors (22 marzo 2021)

### NBL
| Anno      | Squadra      | PG | PT | MP   | TC%  | 3P%  | TL%  | RP  | AP  | PRP | SP  | PP   |
| --------- | ------------ | -- | -- | ---- | ---- | ---- | ---- | --- | --- | --- | --- | ---- |
| 2019-2020 | Sydney Kings | 28 | -  | 27,2 | 65,8 | 37,3 | 59,9 | 6,0 | 2,0 | 1,1 | 0,6 | 16,4 |
| Carriera  | Carriera     | 28 | -  | 27,2 | 65,8 | 37,3 | 59,9 | 6,0 | 2,0 | 1,1 | 0,6 | 16,4 |

## Palmarès

### Squadra
- Coppa del Belgio: 1

Anversa Giants: 2019

### Individuale
- NBA All-Rookie First Team (2021)